# Dolina zaginionych kobiet
Dolina zaginionych kobiet (The Vale of Lost Women) – opowiadanie fantasy autorstwa Roberta E. Howarda, opublikowane po raz pierwszy po śmierci autora, w 1967 roku, w magazynie The Magazine of Horror.
Utwór jest częścią cyklu opowiadań fantasy tego autora, których bohaterem jest potężny wojownik ery hyboryjskiej – Conan z Cymerii. Akcja tego utworu toczy się w chwili, kiedy Conan stoi na czele jednego z dzikich murzyńskich plemion.

## Treść
Główną bohaterką jest dziewczyna imieniem Liwia, która, uprowadzona niegdyś przez dzikich czarnoskórych Bakalahów, stała się niewolnicą ich króla – okrutnego Bajujha. Pewnego dnia król przyjmował wizytę Conana, wodza zaprzyjaźnionego plemienia Bamulasów. Liwia ze zdumieniem spostrzegła, że Bamulaski wódz ma białą skórę, jak i ona. Udała się potajemnie do jego namiotu i poprosiła o ratunek, obiecując, że jeśli Conan zabije Bajujha, ona odda mu siebie. Conan wyśmiał ją, oświadczając, że gdyby ją chciał, po prostu poprosiłby o nią króla Bakalahów, który wolałby ją oddać, niż z nim walczyć. Jednak zgodził się na jej propozycję, gdyż, jak ją zapewnił, jego sojusz z Bajujhem jest tylko pozorny, a nie zostawi jej w rękach tego okrutnika, ponieważ jest biała. Tej samej nocy ludzie Conana zaatakowali niespodziewanie Bakalahów, urządzając krwawą rzeź. Liwia przerażona bitwą i widokiem Conana idącego ku niej z głową Bajujha, rzuciła się do ucieczki w dżunglę, obawiając się, że teraz stanie się niewolnicą Conana, który ją przerażał. W dżungli dotarła do miejsca, które od dawna budziło trwogę tubylców, tajemniczej Doliny Zaginionych Kobiet. Kiedy się tam pojawiła, ujrzała postacie kobiet, które zaczęły tańczyć wokół niej. Była przerażona, gdy spojrzała w ich oczy, zrozumiała, że to nie są ludzie, lecz pozbawione duszy zombie. Jedna z nich ją pocałowała i Liwia straciła władzę w rękach i nogach. Pozostałe położyły ją na kamiennym ołtarzu, by złożyć ją w ofierze skrzydlatemu demonowi. Wówczas stała by się takim samym zombie jak one. Jednak w ostatniej chwili przybył Conan, który uratował ją od śmierci. Zapewnił, że nie chce, by była z nim wbrew swojej woli. Obiecał, że odeśle ją pod eskortą do granic Stygii, skąd będzie mogła powrócić do domu.